# 담배가루이
담배가루이는 노린재목 가루이과의 곤충이다.

## 특징
알은 연한 황록색 또는 진한 갈색이다. 번데기는 다소 편평하고 투명한 백색이다. 바깥 아외연에는 일렬로 배열된 털이 없다. 등판에도 털처럼 보이는 왁스 분비 돌기가 없다. 몸의 길이는 0.8~1.0mm이고 위에서 보았을 때 흉부 쪽이 가장 광폭이다. 성충의 눈 색깔은 붉은 색이고 몸 색깔은 노란색이다. 성충의 날개 색깔은 흰색이다. 성충은 온실가루이보다 작으나 크기로 구분은 어렵다. 몸의 길이가 0.8mm 정도이며, 몸의 색깔은 짙은 황색이다. 잎에 앉아 있을 때는 날개를 편 선이 잎과 45°의 각도를 이룬다.